# Ucuetis
Ucuetis ist der Name eines gallischen Handwerks-Gottes, der zusammen mit seiner Gefährtin Bergusia in Alesia (Alise-Sainte-Reine, Burgund, römische Provinz Lugdunensis) verehrt wurde.

## Erwähnung
Ucuetis wird auf einer Weiheinschrift aus dem 2. Jahrhundert n. Chr. (keltoromanische Zeit) einmal mit seiner Gefährtin Bergusia in lateinischer Sprache erwähnt. Diese Inschrift wurde zwischen 1839 und 1908 auf dem Mont Auxois, dem Ort des antiken Alesia entdeckt. Eine Widmung in gallischer Sprache, die in der Nähe eines Bauwerks gefunden wurde, trägt folgenden Text:

„Martialis Dannotali ieuru Ucuete sosin celicnon, etic gobedbi dugiiontiio Ucuetin in […] Alisia.“

„Martialis Sohn des Dannotalos widmet dem Ucuetis dieses keliknon (kleiner Tempel?), gemeinsam mit den Schmieden, welche den Ucuetis in […] Alesia.“

Ein ebendort aufgefundenes Steinrelief, das einen Gott mit Hammer und eine Göttin mit Fruchtbarkeitsattributen zeigt, wird als Ucuetis und Bergusia gedeutet. Somit wäre Ucuetis ein Gott der (Metall-)Handwerker. Eine aus Bruchstücken zusammengesetzte Bronzevase mit den Namen der beiden Gottheiten wurde in einem Keller gefunden, der wegen weiterer Bronze- und Eisenrelikte als Lager einer darüber befindlichen Schmiedewerkstatt gedeutet wird.
Über die Göttin Bergusia ist außer diesen Funden nichts weiter bekannt.